# توجيهات أتكس
توجيهات أتكس بالإنجليزية (ATEX directives) هي عبارة عن توجيهين اثنين من توجيهات الاتحاد الأوروبي والتي تصف الحد الأدنى من متطلبات السلامة لأماكن العمل والمعدات المستخدمة في الأجواء القابلة للإنفجار. استُلهم الاسم من المصطلح الفرنسي (ATmosphères EXplosibles) والذي يعني "الأجواء المتفجّرة".

## التوجيهات

العلامة التي تُلصق على المعدات المعتمدة من قبل أتكس والمخصصة للاستخدام في الأجواء التي يحتمل أن تكون قابلة للانفجار.

يجب على المنظمات المتواجدة في الاتحاد الأوروبي أن تتبع التوجيهات لحماية الموظفين من مخاطر الانفجار في المناطق ذات الأجواء القابلة للإنفجار.
لدى أتكس توجيهان (أحدهما للشركات المصنعة والآخر لمستخدمين الأجهزة):
- توجيه أتكس 114 برمز (2014/34/EU) للمعدات. وهو للمعدات وأنظمة الحماية المخصصة للاستخدام في الأجواء التي يحتمل أن تكون قابلة للانفجار
- توجيه أتكس 153 برمز (1999/92/EC) لأماكن العمل. وهو الحد الأدنى من الإشتراطات لتحسين السلامة وحماية صحة العمال الذين يحتمل أن يكونوا معرضين لخطر الأجواء القابلة للإنفجار.

ملاحظة: إن توجيه أتكس 95 برمز (94/9/EC) للمعدات قد سُحب وذلك في 20 أبريل 2016 وقد استبدل بتوجيه أتكس 114 (2014/34/EU). حيث يعد توجيه أتكس برمز (2014/34/EU) إلزاميًا للمصنعين اعتبارًا من 20 أبريل 2016 كما نصّت المادة 44 من التوجيه.
لقد نُشر توجيه أتكس 2014/34/EU في 29 مارس 2014 من قبل البرلمان الأوروبي. ويشير إلى تآلف القوانين بعضها ببعض بين دول أعضاء البرلمان المتعلقة بالمعدات وأنظمة الحماية المخصصة للاستخدام في الأجواء التي يحتمل أن تكون متفجرة.
أما فيما يتعلق بتوجيه أتكس 99/92/EC، فإن الإشتراطات تجب على أصحاب العمل وذلك بتصنيف الأماكن التي قد تحدث فيها أجواء قابلة للإنفجار إلى "مناطق". ويعتمد كل تصنيف مُعطى لمنطقة ما معينة بحجمها وبموقعها على احتمالية وجود جو متفجر ومدى استمراريته في حالة حدوث ذلك.
بالنسبة للمعدات التي أنتجت قبل يوليو 2003 فيسمح باستخدامها إلى أجل غير مسمى بشرط أن تُقيّم خطورتها ويتبيّن أنها آمنة للإستعمال.
يهدف توجيه أتكس (2014/34/EU) بأن يسمح بتجارة حرة للمعدات وأنظمة الحماية داخل الاتحاد الأوروبي وذلك عن طريق إزالة الحاجة إلى إعادة اختبارات الإعتماد مرة أخرى في كل دولة من دول أعضاء الاتحاد.
تنطبق اللائحة على جميع المعدات المخصصة للاستخدام في الأجواء القابلة للإنفجار سواء كانت كهربائية أو ميكانيكية وحتى أنظمة الحماية أيضاً. هناك فئتان للمعدات: أما الأولى فهي للمناجم وأما الثانية فهي للصناعات التي تكون على سطح الأرض. إن المصنّعين الذين يطبقون اللوائح سيتمكنون من أن يضعوا علامة سي إي (CE) وعلامة (Ex) على منتجاتهم وعليه يمكنهم بيع معداتهم في أي مكان داخل الاتحاد الأوروبي بدون أي مطالبات أخرى وبالإضافة إلى تغطية للمخاطر. ويغطي التوجيه مجموعة كبيرة من المعدات بما في ذلك المعدات المستخدمة على المنصات البحرية الثابتة وفي مصانع البتروكيماويات والمناجم ومطاحن الدقيق وغيرها من المناطق التي قد يتواجد فيها جو يحتمل أن يسبب انفجار.
وبعبارة أخرى، هناك ثلاثة شروط مسبقة يجب تواجدها لكي يُطبّق التوجيه، 1- أن يكون في المعدّة مصدر خاص بها فعّال أو قادر بأن يسبب اشتعال 2- أن تكون مخصصة للاستخدام في جو يحتمل أن يكون متفجرًا (أي أن الهواء الطبيعي اختلط به شيء آخر قابل للإنفجار ) 3- لا مانع من عملها في ظروف الجو الطبيعي والآمن.
ويغطي التوجيه أيضًا أدوات وأجهزة السلامة التي تساهم بشكل مباشر في الاستخدام الآمن للمعدات. حتى ولو كانت هذه الأجهزة خارج المناطق الخطرة.
يجب على المصنعين أو الموردين (أو المستوردين، إذا كان المصنعون خارج الاتحاد الأوروبي) التأكد من أن منتجاتهم تلبي متطلبات الصحة والسلامة الأساسية وأن تخضع لإجراءات فحص مناسبة. عادةً ما تكون هذه الإجراءات عبارة عن اختبارات واعتمادات من قبل هيئة اعتماد معينة كطرف ثالث ومن الأمثلة عليهم: يو إل وإنترتك وتي يو في و Vinçotte و Sira و Baseefa و Lloyd's. ولكن يمكن للمصنعين أو الموردين عمل إجراءات التصديق ذاتيًا على المعدات من الفئة الثالثة (يتطلب ملف فني يتضمن فيه الرسومات الهندسية وتحليل المخاطر ودليل الإستخدام باللغة المحلية) وأما المعدات غير الكهربائية التي من الفئة الثانية فيجب قديم الملف الفني إلى هيئة اعتماد. بمجرد أن يتم الإعتماد، يُمكن وضع علامة "CE" على الجهاز (بمعنى أنه يتوافق مع أتكس وجميع التوجيهات الأخرى ذات الصلة) وأما الرمز "Ex" للتعريف على أنه معتمد بموجب توجيه أتكس.
مع العلم أنه يجب الاحتفاظ بالملف الفني لمدة 10 سنوات.
تضمن شهادة الإعتماد أن المعدات أو نُظم الحماية مناسبة للغرض المقصود منها وأن المعلومات المرفقة كافية لضمان إمكانية استخدامه بأمان.
هناك أربعة تصنيفات لأتكس للتأكد من أن قطعة معينة من المعدات أو نظام الحماية مناسبة ويمكن استخدامها بأمان في تطبيقاتها:
1. التطبيقات الصناعية أو التعدين.
2. فئة المعدات.
3. الجو الذي تتواجد فيه المعدات.
4. الحرارة.
1. وجدير بالذكر أن أتكس هو توجيهًا من الاتحاد الأوروبي يعادله في الولايات المتحدة معيار المعدات الكهربائية في المناطق الخطرة . يقدّم هذا المعيار من قِبل إدارة السلامة والصحة المهنية فتصنيف المواقع الخطرة هو نظير للأجواء المتفجرة.

تعرّف لوائح المواد الخطرة والأجواء المتفجرة في المملكة المتحدة أن الجو المتفجر هو خليط من مواد خطرة في ظل ظروف جوية معينة والتي تشكّلت كجزء من الهواء. وتكون على شكل غازات أو جسيمات محمولة بالهواء، بحيث عند حدوث اشتعال سوف ينتشر الحريق إلى الخليط بأكمله.
مع العلم أن حدوث ذلك في الظروف الجوية المذكورة أعلاه هي ضمن درجات حرارة -20 إلى 40 درجة مئوية، وضغط من 0.8 إلى 1.1 بار. 

## تصنيف المناطق
يغطي توجيه أتكس الانفجارات الناتجة عن الغازات والأبخرة والغبار والألياف القابلة للاشتعال وجميعهم من الممكن أن يؤدوا إلى انفجارات خطيرة. وهذا عكس الاعتقاد الشائع لدى البعض. 
فيما يلي تصنيفات للمناطق التي يمكن أن تنتج فيها أجواء متفجّرة.
الغاز والبخار والرذاذ:
تُعرّف كل من المناطق التالية على أنها مكان ينشأ فيه جو متفجّر تكوّن من هواء مختلط أو مواد خطرة على شكل غاز أو بخار أو رذاذ.
- المنطقة 0- متواجد باستمرار أو لفترات طويلة أو بشكل متكرر.
- المنطقة 1- يحتمل أن يتواجد خلال التشغيل العادي في بعض الأحيان.
- المنطقة 2- غير محتمل أن يتواجد خلال التشغيل العادي، وإن حدث فإنه سيكون لفترة قصيرة فقط.

الغبار والألياف:
وتعرف بأنها المكان الذي يكون فيه جو متفجر على شكل سحابة في الهواء تكونت من الغبار القابل للاشتعال.
- المنطقة 20- متواجد باستمرار أو لفترات طويلة أو بشكل متكرر.
- المنطقة 21- يحتمل أن يتواجد خلال التشغيل العادي في بعض الأحيان.
- المنطقة 22- غير محتمل أن يتواجد خلال التشغيل العادي، وإن إذا حدث فإنه سيكون لفترة قصيرة فقط.

مصادر الإشتعال الفعالة
"مصدر الإشتعال الفعّال" هو مصطلح يعرّفه توجيه أتكس الأوروبي كحدث يمكن أن يسبب انفجارًا عند وجود كمية كافية من الأكسجين والوقود. ومن الأمثلة الجيدة على أنواع الوقود هي الميثان والهيدروجين وغبار الفحم. 
من مصادر الإشعال الفعّالة التالي: 
- الصواعق
- التيار الشارد[5] (أي الذي يكون خارج دارته الكهربية)
- الكهرباء الساكنة
- بعض ترددات الموجات الكهرومغناطيسية (موجات الضوء)
- الموجات فوق الصوتية (موجات صوتية ذات تردد أعلى مما يمكن أن يسمعه البشر؛ تعتبر بشكل عام من (20 هرتز حتى 20 كيلو هرتز)
- المفاتيح الكهربائية (قد يؤدي فتح أو إغلاق المفتاح الكهربائي (وخاصة عند إيقاف تشغيله) إلى حدوث شرارة كهربية داخل المفتاح)
- اللهب المكشوف (قد يتراوح هذا من سيجارة مشتعلة إلى عملية اللحام)
- الغازات الساخنة (يمكن أن يشمل الغاز الذي تكون جزيئاته ساخنة بذاتها فقط)

- الشرار المتولد عن تصادم ميكانيكي (على سبيل المثال الضرب بمطرقة على سطح فولاذي صدئ أو الضرب بمطرقة على حجر صوان. حيث تعتبر السرعة وزاوية التأثير بين السطح والمطرقة مهمة. في حين أن الضرب بزاوية 90 درجة على السطح يعتبر نسبياً أمرًا غير مضر)

- الشرار المتولد من احتكاك ميكانيكي (يكمن مدى فعالية مصدر الإشتعال هذا عبر الجمع بين السرعة الكافية ونوعية المواد. فمثلاً يعتبر الاحتكاك بسرعة 4.5 م/ث بين قطعتين من الفولاذ بقوة أكبر من 2 كيلو نيوتن مصدر اشتعال فعّال. ويعتبر الجمع بين الألومنيوم والصدأ من مصادر الاشتعال الفعالة حيث أنه يُعرف بخطورته الشديدة. وغالبًا ما يكون من الضروري وجود أكثر من شرارة حمراء (أي ساخنة) للحصول على مصدر إشعال فعال.

- الشرار الكهربائي (كمثل التوصيل الكهربائي السيء)

- التفريغ الكهروسكوني

- الإشعاعات الأيونية
- الأسطح الساخنة
- التفاعلات الطاردة للحرارة (تفاعل كيميائي ينشر الحرارة من مواد معنية إلى المنطقة المحيطة بها)

## للإستزادة
- لوائح المعدات في الأجواء الخطرة لعام 2016 (المملكة المتحدة)
- لوائح المواد الخطرة والأجواء المتفجرة لعام 2002 (المملكة المتحدة)
- توجيه أتكس 1999/92/EC
- توجيه أتكس 2014/34/EU